# Гасанов, Ильгар Исрафилович
Ильга́р Исрафи́лович (Исрафи́л оглы́) Гаса́нов (англ. Ilgar Hasanov; род. 4 февраля 1964) актёр театра и кино, сценарист, педагог, мастер художественного слова (чтец), музыкант, композитор. Выступает как на сцене театра, так и в кино, имеет опыт как исполнителя, так и педагога. Выпускник Всесоюзного Государственного Института Кинематографии (ВГИК), Москва — 1990 г. Выступал в главных и второстепенных ролях во многих спектаклях в Азербайджанском государственном театре юных зрителей, Русском драматическом театре, Академическом театре оперы и балета, Азербайджанском государственном академическом музыкальном театре и в других театрах и студиях.
В 1989 году Ильгар Гасанов сыграл главную роль в фильме Джахангира Зейналлы «Контакт», первом психологическом научно-фантастическом фильме в Азербайджане. В его фильмографию входят Контакт (1989), Круг (1989), Оппозиция, Глазами призрака (2010) (Смотреть на YouTube), Карабахнаме, Бабу (2013) (Смотреть на YouTube), и Жертвы любви «Məhəbbət Qurbanları» (2017). Также он снимался в эпизодических ролях в телесериалах в Турции, Азербайджане и других странах. Кроме того, он является членом Общества авторского права финских композиторов посредством Teosto и в прошлом сотрудничал с Лассе Хейккиля, финским композитором. Ильгар Гасанов также сочинил множество духовных песен, которые используются в служениях и прославлениях по всему миру.

## Биография
Ильгар Гасанов родился 4 февраля 1964 года в Баку. В 1981 году окончил среднюю школу № 229 Низаминского района г. Баку. С 1982—1984 г. — служба в Армии. В 1986 году поступил на Постановочный факультет Московского института кинематографии. Он учился в группе выдающегося актёра Алексея Баталова. В студенческие годы Ильгар Гасанов был очень активен в сфере своего направления. После окончания университета, он вернулся в Баку. Выступал в главных и эпизодических ролях сначала в ТЮЗе, затем в Русском драматическом театре, постигая тонкости и премудрости этого дела у известных корифеев театрального искусства. В 1988 году по предложению кинорежиссёра Джахангира Зейналлы, снялся в фильме Контакт. Фильм снят по роману Анара Рзаева «Контакт».
Ильгар Гасанов в одном из интервью сказал: «Каждую роль на сцене я стараюсь играть с волнением и страстью, жить персонажем, пытаюсь передать зрителю психологическое состояние героя и соединить это с тем, что меня интересует и тревожит в жизни».

### Семья
Отец Исрафил Гасанов (20.04.1934—18.05.1998), работал в школе-интернате № 5 педагогом. Мать Лидия Гасанова (Матенчук) (22.06.1937—04.01.2021), работала бухгалтером в Управлении железной дороги.

## Выступления
Ильгар Гасанов в роли Алёши в спектакле «Братья Карамазовы» в Русском драматическом театре в Баку, Азербайджане, в 2010.

## Творчество

### Актёр
- 1989 — Контакт — студент
- 1989 — Круг — камео
- 1990 — Забыть Герострата! (пьеса) — Клеон[7][8]
- 2010 — Глазами призрака — сотрудник следственного комитета
- 2013 — Бабу — консул
- 2017 — Жертвы любви — отец

### Режиссёр-постановщик
- 2005 — Иисус у Марфы и Марии (Лк. 10:38—42)[9]

### Работы в озвучивании
Чтец аудиокниг азербайджанских авторов на русском
- 2022 — Государственный проект[10]